# Valentin Onfroy

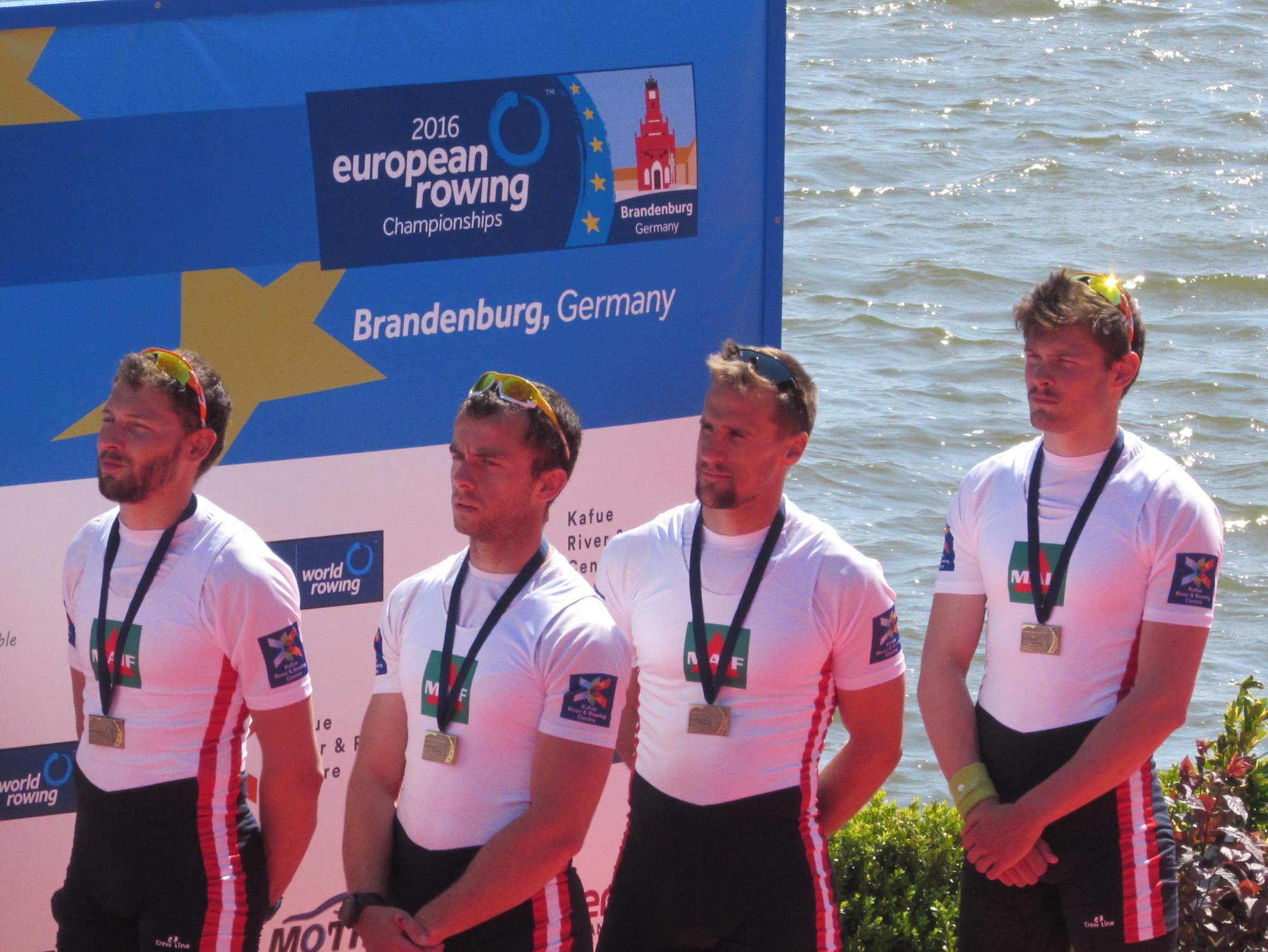
V. l. n. r: T. Onfroy, Marteau, Lang, V. Onfroy bei der Ruder-EM 2016

Valentin Onfroy (* 16. November 1993 in Verdun) ist ein französischer Ruderer.

## Sportliche Karriere
Valentin Onfroy begann 2007 mit dem Rudersport. Bei den U23-Weltmeisterschaften 2012 belegte er den vierten Platz im Doppelvierer, 2013 ruderte er im Vierer mit Steuermann auf den sechsten Platz. 2014 trat er zusammen mit Laurent Cadot im Zweier ohne Steuermann bei den Europameisterschaften an und belegte als Sieger des B-Finales den siebten Platz. 2015 war Onfroy Mitglied des französischen Achters, der den fünften Platz bei den Europameisterschaften belegte. Bei den Weltmeisterschaften 2015 auf dem Lac d’Aiguebelette vor heimischem Publikum verpasste der Achter mit dem zehnten Platz deutlich die direkte Olympiaqualifikation, nur die ersten fünf Achter sicherten sich Startplätze für die Olympischen Spiele 2016 in Rio de Janeiro.
2016 formierte sich ein neuer Vierer ohne Steuermann. Aus dem Vorjahres-Achter wechselte neben Valentin Onfroy auch Benjamin Lang in den Vierer, hinzu kamen Mickaël Marteau von den Skullern und Valentins Bruder Théophile Onfroy von den Leichtgewichts-Ruderern. Dieser neu zusammengestellte Vierer gewann Anfang Mai 2016 die Bronzemedaille bei den Europameisterschaften. Kurz darauf qualifizierte sich der Vierer in Luzern für die Teilnahme an den Olympischen Spielen, dort ruderten die Franzosen auf den elften Platz. Bei den Europameisterschaften 2017 siegten im Zweier ohne Steuermann die Italiener Matteo Lodo und Giuseppe Vicino vor den Franzosen Valentin und Théophile Onfroy. Ein Jahr später gewannen die Brüder Onfroy ebenfalls Silber bei den Europameisterschaften, diesmal hinter den kroatischen Brüdern Martin und Valent Sinković. Anderthalb Monate später bei den Weltmeisterschaften in Plowdiw siegten die Kroaten vor dem rumänischen Zweier und den Onfroys.